# Décès en 1070
Décès
- 1066
- 1067
- 1068
- 1069
- 1070
- 1071
- 1072
- 1073
- 1074

Cette page dresse une liste de personnalités mortes au cours de l'année 1070 :
- 6 mars : Ulrich Ier de Weimar-Orlamünde, connu également comme Odalric ou Udalrich, comte de Weimar-Orlamünde, margrave de Carniole et margrave d'Istrie.
- Oria de San Millán, anachorète au monastère de San Millán de la Cogolla.
- 22 avril : Guigues Ier d'Albon, comte en Oisans, Grésivaudan et en Briançonnais.
- 12 juin : Guido d'Acqui (en), évêques d'Acqui.
- 17 juillet : Baudouin VI de Flandre, comte de Flandre et de Hainaut.
- 11 août : Gérard Ier de Lorraine, seigneur de Châtenois, puis duc de Lorraine.
- 6 novembre : Théobald du Dorat, religieux français.

- Abd al-Rahman al-Tamanarti, Abu Zayd Abd al-Rahman al-Jazuli al-Tamanarti al-Mghafri, cadi marocain.
- Baudouin (évêque d'Évreux)
- Filarete de Calabre, abbé ascétique, saint de l'Église catholique et l'Église orthodoxe.
- Hugues Ier de Campdavaine, surnommé Campdavaine, Candavène, Candens avena, Champ-d'Avène, ou Campus avenae, comte de Saint-Pol.
- Juda ibn Balaam, rabbin andalou.
- Murchad mac Diarmata, roi associé de Leinster et roi de Dublin et de l’Ile de Man.
- Saïd al-Andalusî, qadi andalous, chercheur et historien.
- Sainte Godelina, appelée aussi Godelieve, Godeleva, Godeliève, Godeleine, Godelaine, Godelive ou parfois abusivement Gertrude, sainte et martyre du comté de Flandre.
- Vigrahapala III (en), roi des Pala.
- Virarajendra Chola (en), roi de la dynastie Chola  (Inde).

date incertaine  (vers 1070)
- Athirajendra Chola (en), roi de la dynastie Chola  (Inde).
- Robert FitzWimarc, noble normand.
- Godred Sigtryggsson, roi de l’Ile de Man.
- Jia Xian (né vers 1010), mathématicien chinois.

## Crédit d'auteurs
- Cet article est partiellement ou en totalité issu de l'article intitulé « 1070 » (voir la liste des auteurs).